# ديفيد هارتمان
ديفيد هارتمان (بالإنجليزية: David Hartman)‏ هو صحفي وممثل أمريكي، ولد في 19 مايو 1935 ببوتكيت في الولايات المتحدة.

## وصلات خارجية
- ديفيد هارتمان على موقع IMDb (الإنجليزية)
- ديفيد هارتمان على موقع تيرنر كلاسيك موفيز (الإنجليزية)
- ديفيد هارتمان على موقع أول موفي (الإنجليزية)
- ديفيد هارتمان على موقع قاعدة بيانات برودواي على الإنترنت (الإنجليزية)
- ديفيد هارتمان على موقع إن إن دي بي (الإنجليزية)
- ديفيد هارتمان على موقع ديسكوغز (الإنجليزية)
- ديفيد هارتمان على موقع قاعدة بيانات الفيلم (الإنجليزية)